# Mrtvá pravda
Mrtvá pravda (v anglickém originále You're Undead to Me) je pátý díl první řady amerického televizního seriálu Upíří deníky. Původně byla vysílána 8. října 2009 na stanici The CW, v ČR byla vysílána 6. června 2012 na stanici Nova. Scénář epizody napsali Sean Reycraft a Gabrielle Stanton, režíroval ji Kevin Bray. 

## Děj
Damon (Ian Somerhalder) je zamčen ve sklepě už tři dny. Stefan (Paul Wesley) ho kontroluje. Stefan také vzal Damonův prsten, který ho chrání před sluncem. Varuje Zacha (Chris William Martin), aby se držel dál od sklepa.
Elena (Nina Dobrev) najde Vicki (Kayla Ewell) ve své koupelně, protože strávila noc s Jeremym (Steven R. McQueen). Později se Elena zeptá Jenny (Sara Canning), jestli o tom ví, ale Jenně je to jedno. Jenna se zeptá na Stefana a Elena přizná, že s ním nemluvila už tři dny.
Ve škole Caroline (Candice Accola) organizuje dobrovolnou akci na mytí aut a informuje o tom Elenu a Bonnie (Kat Graham). Stefan přijde a Caroline se ho zeptá, kde je Damon. Stefan jí řekne, že odešel a nevrátí se. V Mystic Grillu cizinec (Bob Banks) uvidí Stefana a je přesvědčen, že se už setkali. Uvádí, že Stefan vůbec nezestárl. Stefan řekne Eleně, že si ho musel s někým splést, ale nepřesvědčí ji. Zeptá se ho na to, ale Stefan nechce odpovědět a Elena se naštve.
Stefan se to Eleně snaží vynahradit a připraví Elenino oblíbené jídlo, zatímco s Elenou sdílí více informací o Katherine. Elena se mu snaží pomoc, ale řízne se. Stefanův obličej se změní kvůli pachu Eleniny krve a Elena si toho všimne na odraze jeho obličeje v okně. Ptá se ho, jestli je v pořádku, ale Stefan získá kontrolu, než se na ni otočí.
Vicki a Jeremy jsou spolu v jeho pokoji a Vicki najde Eleniny prášky na bolest z autonehody. Později Vicki vezme Jeremyho na její oblíbené místo, hřbitov. Jsou zde její přátelé, a když jim podá Eleniny léky, které vzala bez Jeremyho vědomí, Jeremy se naštve, vezme si prášky zpět a odejde.
Na dobrovolném mytí aut se Bonnie naštve kvůli Tikiině (Brandi Coleman) chování. Bez jejího vědomí použije svou moc a nechá hadici s vodou vystříknout do Tikiiného obličeje. Když jde potom Tiki utírat auta, Bonnie zapálí Tikiino auto. Stefan ji zastaví před tím, než úpně shoří a Bonnie mu řekne, aby o tom nikomu neříkal. Bonnie jde za svojí babičkou (Jasmine Guy), že neví, co se s ní děje.
Mezitím Elena uvidí cizince z Grillu, když uklízí stůl u aut a zeptá se ho na Stefana. Řekne jí, že přebýval v domě Stefana a potkal ho v roce 1953, a že Stefanův strýc byl v té době napaden zvířetem. Elena jde za Loganem (Chris Johnson) a požádá ho, jestli může použít archiv novin. Logan souhlasí, a také si domluví večeři s Jennou u ní doma, kde chce získat Gilbertovy hodinky.
Elena prochází archiv o útocích a najde video. Přehraje si ho a je zaskočena, když uvidí Stefana v pozadí. Snaží se přijít na to, jak nestárne a začíná si všechno dávat dohromady. Nechce tomu věřit a rozhodne se, že se na to zeptá Stefana a jde k němu domů.
Mezitím se Damon snaží ovlivnit Caroline, aby přišla a pustila ho ze sklepa. Caroline začne mít vidiny o Damonovi a slyší jeho hlas. Nakonec dojde do domu Salvatorů a otevře dveře k jeho cele. Zach se je snaží zavřít, zatímco říká Caroline, aby utekla. Damon zlomí Zachovi vaz a dohání Caroline, ale ta se dostane z domu předtím, než jí dožene a je v bezpečí, protože nemá svůj prsten.
V Elenině domě Logan prohledá Jeremyho pokoj a najde hodinky. Vezme je a při odchodu narazí na Jeremyho. Řekne mu, že hledal koupelnu, aby ho Jeremy nepodezíral.
Vicky a její kamarádi jsou stále na hřbitově. Vicki jde do auta zapnout hudbu a uvidí zde muže. Zeptá se ho, jestli je v pořádku, a když se přiblíží, Damon ji napadne.
Stefan se vrátí domů a najde Zachovo mrtvé tělo. Okamžitě popadne kolík a jde najít Damona, ale když otevře dveře, Elena tam stojí a zeptá se ho: „Co jsi?“

## Hudba
V epizodě „Mrtvá pravda“ zazní písně:
- Wait It Out od Imogen Heap
- When a Heart Breaks (TVD Mix) od S. O. Stereo
- Be There od Howie Day
- Don't Trust Me od 3OH!3
- Save the Lies od Gabriella Cilmi
- Boom od Anjulie
- Beauty of the Dark od Mads Langer
- Hang You from the Heavens od The Dead Weather

## Ohlas

### Hodnocení
Ve svém původním americkém vysílání epizodu „You're Dead to Me“ sledovalo 3,52 milionů lidí, o 0,01% méně než předchozí epizodu.  

### Recenze
„You're Undead to Me“ dostala smíšené recenze.
Matt Richenthal a Steve Marsi od TV Fanatic dali epizodě dobré hodnocení a řekli: „Další čtvrteční noc, další úžasná epizoda Upířích deníků“ a “Upíří deníky nikdy nezklamou. Nejméně dnes večer.“ 
Popsugar z Buzzsugar dala epizodě dobré hodnocení a řekla, že ta show se stala důvodem, proč zůstat doma ve čtvrtek večer. „Vypadá to, že jsme dosáhli velkého vyvrcholení show: Damon se prosazuje jako zloduch, zatímco Elena má důležitou realizaci o upírech.“
Josie Kafka z Doux Reviews dala epizodě smíšené hodnocení. Dala jí hodnocení 2.5/4 a uvedla: „Tohle je jedna z těch přechodných epizod, která vzrůstá ke Stefanově velkému odhalení Eleně, vzrůstá k řešení mezi Damonem a Caroline. Je vždy těžké něco říci o těchto epizodách“
Lucia z Heroine TV dala epizodě dobré hodnocení a řekla, že tuto epizodu milovala a nemůže se dočkat na další týden. „Minule se všechno rozpoutalo, ale to bylo nic oproti tomuto týdnu. Damon utekl z vězení, Elena přišla na to, že je její přítel upír, Bonnie skoro zabila lidia svou myslí, strýc Zach je mrtvý a Damon možná zabil Vicki. Také je zde několik zmínek o italském děditství bratrů Salvatorů“
Robin Franson Pruter z Forced Viewing ohodnotil epizodu s 2/4 a řekl: „Pátá epizoda série je důležitá, ale ne úplně zajímavá. […] S epizodou není nic viditelně špatného. Jen tu není nic speciálního, nic co vyniká, nic co by nadchlo sledující. Zobrazuje velké i malé vývoje, ale nic není závažné nebo poutavé.“